# Ofélia Queiroz
Ophelia Queiroz ou Ofélia Maria Queirós Soares (Lisboa, 14 de Junho de 1900 - Lisboa, 18 de Julho de 1991), foi a única namorada conhecida de Fernando Pessoa.

## Biografia
Ophelia Queiroz (ou Ofélia Queirós, na grafia moderna) nasceu em Lisboa, a 14 de Junho de 1900. Filha de Francisco dos Santos Queirós e de Maria de Jesus Queirós, naturais de Lagos, era a mais nova de oito irmãos. Concluiu o primeiro grau da instrução, embora desejasse ser professora de matemática. No entanto, procurou estar sempre actualizada, estudando Francês e Inglês. Gostava de ler, de ir ao teatro e de conviver. Passava muitas horas em casa do sobrinho, o poeta Carlos Queirós, a conviver com grandes artistas como Carlos Botelho, Vitorino Nemésio, Almada Negreiros, Olavo d'Eça Leal, Teixeira de Pascoaes, José Régio e outros.

### Namoro com Fernando Pessoa
Ofélia, no entanto, ficou célebre por ter sido a única namorada conhecida do poeta Fernando Pessoa. Este namoro é caracterizado por duas fases distintas. De 1 de Março a 29 de Novembro de 1920 e de 11 de Setembro de 1929 a 11 de Janeiro de 1930, embora o contacto entre os dois se mantivesse cordial, mas esporádico, até à morte do Poeta.
Esta relação é conhecida pelas cartas que ele lhe escreveu, 48 cartas publicadas em 1978 e precedidas de um texto explicativo da própria Ofélia (testemunho sóbrio e modesto mas muito precioso, dado que é tudo aquilo que tornou público), e pelas cartas dela para ele, só publicadas pela sua sobrinha em 1996, anos depois da morte de Ofélia (1991).
Além desta correspondência, apenas existem testemunhos isolados, demasiado vagos e escassos que recriem ou relembrem este amor. Nem mesmo dos familiares ou amigos mais próximos, porque foi uma relação levada com a máxima discrição e que nunca se oficializou. Além disso, quando o interesse pela vida privada do poeta se exaltou, já haviam passado muitos anos e as recordações tinham sido apagadas ou quem as tinha, simplesmente, tinha morrido. De qualquer maneira, foi o único amor conhecido nos 47 anos de vida do poeta; e a publicação em 1996 das cartas de Ofélia para Fernando (um total de 110 cartas, além de, no mínimo, mais uma dúzia, entre extraviadas, ilegíveis e as que a família censurou) lança luz em tantos aspectos sombrios e destrói o ponto de vista unidireccional (cartas dele para ela) que até então os seus biógrafos contemplavam, principalmente no que respeita à chamada "segunda fase", o período compreendido entre 1929 até quase à morte do poeta. Porém, desde aquela data de 1996, em que se dá a conhecer esse outro ponto de vista, poucos foram os que abordaram ou retomaram esta relação, e menos ainda os que têm valorizado devidamente a figura de Ofélia Queiroz.
A primeira fase durou poucos meses e foi marcada por uma paixão sincera. Começa quando Pessoa conhece a jovem, na altura com 19 anos, nos escritórios da Baixa lisboeta, onde ela entra para trabalhar como dactilógrafa e ele já exercia os seus serviços como tradutor de correspondência comercial. A relação é pura e doce. Pessoa trata-a como a uma criancinha. Todos os críticos e estudiosos estão de acordo na não inocência deste tom infantil. Ofélia entra no jogo da 'infantilidade perversa' e da dupla personalidade, recebendo e respondendo a cartas em que Álvaro de Campos, um dos heterónimos de Fernando Pessoa, a adverte de que este não deveria ser levado a sério. A mudança de Ofélia para o outro lado da Cidade, a morte do padrasto e a volta da mãe para Lisboa, somadas ao estado dos nervos do poeta, que se reconhece muito doente, arrefecem o entusiasmo que impulsionava a relação e, em 29 de Novembro de 1920, uma lúcida e cruel mensagem encerra o namoro: "O amor passou... O meu destino pertence a outra Lei, cuja existência a Ophelinha ignora, e está subordinado cada vez mais à obediência a Mestres que não permitem nem perdoam..."

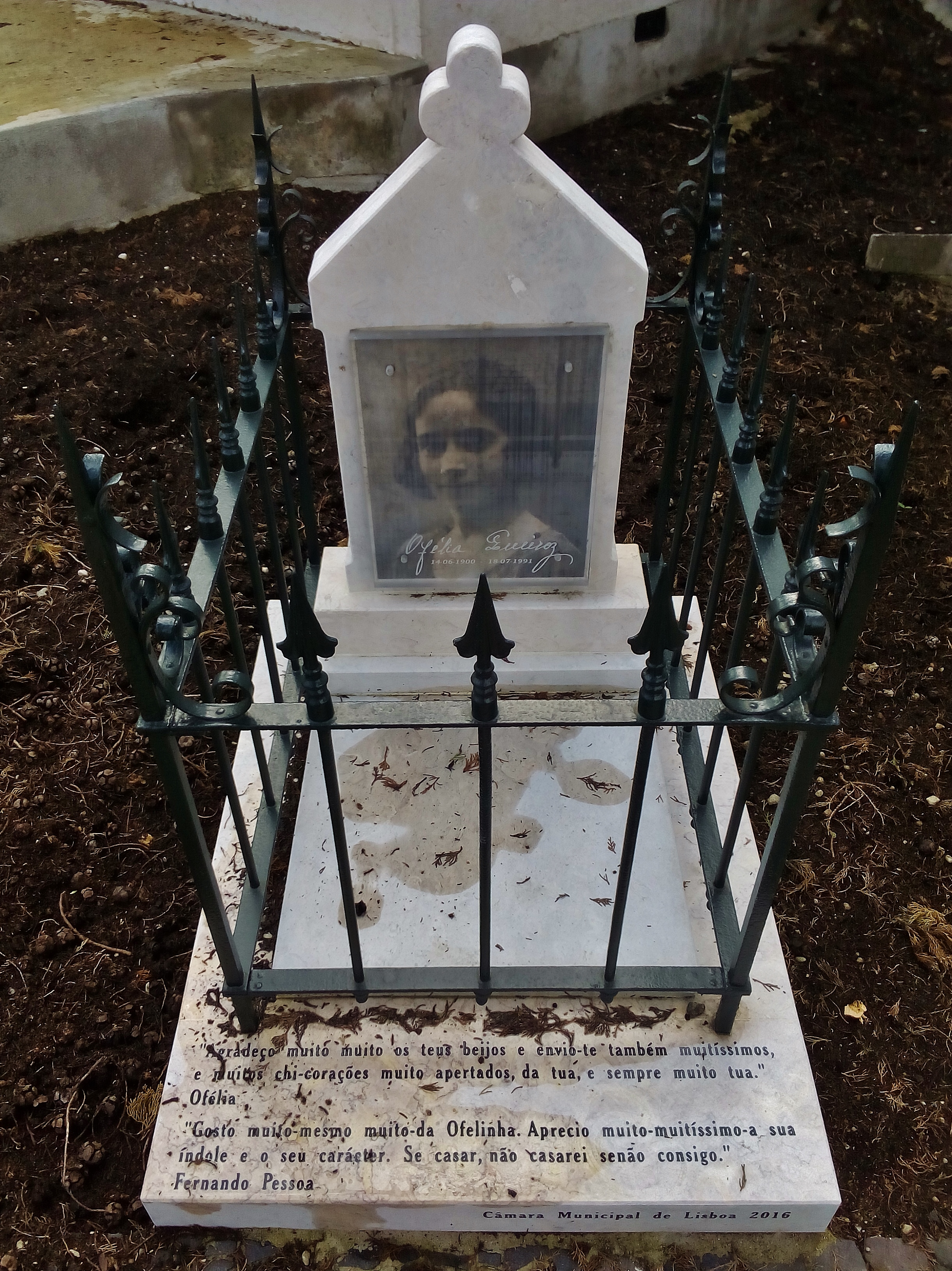
Jazigo de Ofélia Queiroz, no Cemitério dos Prazeres (2017).

Nove anos depois aconteceu a retoma do namoro, agora usando igualmente o recurso da voz, pois já existiam telefones em Portugal. O reencontro foi motivado por uma fotografia do Poeta a beber no Abel Pereira da Fonseca, que tinha sido oferecida a Carlos Queirós, sobrinho de Ofélia e amigo de Pessoa. A jovem mostrou vontade de possuir uma igual e ele enviou-lhe uma foto assinada e com a legenda: "em flagrante delitro". A 11 de Setembro de 1929 iniciou-se a segunda série de cartas de amor. Nesta segunda fase, nota-se uma enorme confusão de sentimentos e perturbação psíquica. O crítico David Mourão-Ferreira, que estudou as duas fases da correspondência amorosa, sugere que o fracasso desta relação de 1929-1930 se deveu à presença constante de Álvaro de Campos, consumando uma espécie de ménage à trois virtual.
Ofélia, depois da natural fase de perplexidade, seguiu sua vida. A partir de 1936 e até 1955 trabalhou no Secretariado Nacional de Informação. Na Tobis, conheceu o teatrólogo Augusto Soares (m. 1955), com quem se casou em 1938, três anos após a morte de Pessoa.
Faleceu aos 91 anos, sendo sepultada no Alto de São João, onde, durante anos, as suas ossadas permanecem em parte incerta. Em 2016, após a descoberta do local onde estava sepultada, foi trasladada para um jazigo no Cemitério dos Prazeres.

## Reportagens
- TV Globo: g1.globo.com/globo-news/literatura/videos/t/programa-completo/v/livro-traz-cartas-trocadas-entre-fernando-pessoa-e-ofelia-queiroz/2622847/
- TVI:
  - www.tvi.iol.pt/videos/13895617
  - www.tvi24.iol.pt/videos/video/13894650/1